# Yolombó (ort)
Yolombó är en ort i Colombia.   Den ligger i departementet Antioquía, i den centrala delen av landet, 240 km norr om huvudstaden Bogotá. Yolombó ligger 1 459 meter över havet och antalet invånare är 6 033.
Terrängen runt Yolombó är kuperad österut, men västerut är den platt. Runt Yolombó är det ganska glesbefolkat, med 21 invånare per kvadratkilometer. Närmaste större samhälle är Cisneros, 10,8 km sydväst om Yolombó. Omgivningarna runt Yolombó är en mosaik av jordbruksmark och naturlig växtlighet.